# Список музеев Латвии

## Рига
- Анатомический музей им. Екаба Приманиса
- Ботанический музей Латвийского университета
- Геологический музей Латвийского университета
- Дом Менцендорфа (Дом-музей рижанина XVII—XVIII века)
- Дом Райниса и Аспазии
- Латвийский музей архитектуры
- Латвийский музей природы
- Латвийский музей фотографии
- Латвийский военный музей
- Музей культуры «Даудери»
- Латвийский Национальный художественный музей
- Латвийский этнографический музей
- Латвийский музей спорта
- Латвийский пожарно-технический музей
- Мемориальная квартира Александра Чака
- Мемориальный музей Андрея Упита
- Мемориальный музей Фридриха Цандера Латвийского университета
- Мемориальный музей Ояра Вациетиса
- Мини мотомузей
- Музей вычислительной техники и информатики Латвийского университета
- Музей зарубежного искусства
- Рижское отделение Музея истории железных дорог Латвии
- Музей истории Латвийского университета
- Музей истории Риги и мореходства
- Музей и центр документации «Евреи в Латвии»
- Музей истории медицины им. Паула Страдыньша
- Музей Кришьяна Барона
- Музей Ленина
- Музей литературы, театра и музыки
- Музей оккупации Латвии
- Музей Рижского технического университета
- Музей Романа Суты и Александры Бельцовой
- Музей театра им. Эдуарда Смильгиса
- Музей фармации
- Музей Яниса Акуратера
- Музей Яна Розенталя и Рудольфа Блауманиса
- Национальный музей истории Латвии
- Педагогический музей Латвийского университета
- Рижский киномузей
- Рижский мотор-музей
- Рижский музей водоснабжения
- Зоологический музей Латвийского университета
- Рижский музей авиации

## Юрмала
- Юрмальский городской музей
- Мемориальный музей Лудиса Берзиньша
- Дача-музей Райниса и Аспазии

## Рижский район
- Музей Даугавы
- Кекавский музей
- Латвийский музей мелиорации и земледелия
- Турайдский музей-заповедник

## Айзкраукле
- Айзкраукльский музей истории и искусства
- Музей Яниса Яунсудрабиньша «Риекстини»
- Мемориальный музей скульптора Волдемара Якобсона

## Алуксне
- Алуксненский краеведческий и художественный музей
- Краеведческий музей Калнцемской волости Алуксненского района
- Мемориальный музей Язепа Витола «Анниняс»

## Балви
- Балвский краевой музей
- Упитский культурно-исторический музей

## Бауска
- Бауский краеведческий и художественный музей
- Музей Бауского замка
- Рундальский дворец
- Мемориальный дом-музей поэта Вилиса Плудонса «Лейниеки»
- Музей Земгальской крестьянской усадьбы и сельскохозяйственных машин

## Цесис
- Парк-музей Арайши
- Мемориальный музей братьев Каудзите «Кална Кайбени»
- Цесисский музей истории и искусства
- Музей Эмила Дарзиньша «Яняскола»
- Мемориальный музей Карлиса Скалбе «Саулриеты»

## Даугавпилс
- Музей братьев Скринда
- Даугавпилсский краеведческий и художественный музей
- Музей Даугавпилсского педагогического университета
- Науйенский краеведческий музей
- Дом-Музей Райниса в Биркенелях
- Музей Водоканала

## Добеле
- Мемориальный музей Анны Бригадере «Спридиши»
- Добельский краеведческий музей
- Музей памяти Карлиса Улманиса «Пикшас»
- Памятный музей Петериса Упитиса

## Гулбене
- Друвиенская Старая школа-музей
- Гулбенский музей истории и искусства

## Екабпилс
- Екабпилсский исторический музей
- Музей Райниса «Таденава»

## Елгава
- Мемориальный музей Адолфа Алунана
- Музей Южных электрических сетей
- Елгавский музей истории и искусства им. Гедерта Элиаса
- Елгавское отделение Музея истории железных дорог Латвии

## Краслава
- Краславский музей истории и искусства

## Кулдига
- Кандавский краевой музей
- Музей приватизируемого государственного АО «Вулкан»

## Лиепая
- Лиепайский музей истории и искусства
- Павилостский краеведческий музей

## Лимбажи
- Музей Айнажского мореходного училища
- Мемориальный музей рода Барды «Румбини»
- Кирбижский музей леса
- Лимбажский музей
- Музей Мюнхгаузена

## Лудза
- Лудзенский краеведческий музей

## Мадона
- Мемориальный музей братьев Юрьянов «Менгели»
- Мадонский краеведческий и художественный музей
- Музей профессора Александра Биезиня
- Мемориальный музей Рудолфа Блауманиса «Браки»

## Огре
- Музей Андрея Пумпура
- Бирзгальский краевой музей «Руки»
- Музей даугавских гидроэлектростанций
- Музей скаутов и гайд
- Огрский музей истории и искусства

## Прейли
- Прейльский музей истории и прикладного искусства
- Музей Райниса «Ясмуйжа»

## Резекне
- Музей Франциса Трасунса «Колнасата»
- Латгальский культурно-исторический музей

## Салдус
- Салдусский музей истории и искусства им.Яна Розенталя
- Музей Оскара Калпакса и памятное место «Айритес»

## Талси
- Кандавский краевой музей
- Музей сельскохозяйственной техники «Калеи»
- Ройский музей морского рыболовства
- Талсинский краевой музей
- Валдемарпилсский музей леса

## Тукумс
- Дурбенский замок. Тукумская ткацкая мастерская
- Яунмокский дворец
- Яунпилсский музей
- Башня замка Ливонского ордена
- Музей Пастариньша
- Тукумский музей
- Зантский музей

## Валмиера
- Валмиерский краеведческий музей

## Валка
- Валкский краеведческий музей

## Вентспилс
- Приморский музей под открытом небом
- Дом-музей писателя Херберта Дорбе «Сенчу путекли» («Прах предков»)
- Вентспилсский музей

## Саулкрасты
- Велосипедный музей[1]